# Zero People
Zero People — российский коллектив, сайд-проект музыкантов «Animal ДжаZ» Александра Красовицкого и Александра Заранкина.
Стиль Zero People можно определить как минималистичный пиано-рок — дуэт вокала и клавиш.

## История
Днём рождения коллектива считается 9 марта 2011 года, когда Zero People впервые вышли на сцену. За это время они стали одним из самых востребованных клубных коллективов двух столиц и объездили с гастролями всю страну — от Калининграда до Владивостока.
Обладатели «Золотой Горгульи» как «Лучший независимый проект» (2012 год).
Номинанты премии Чартова Дюжина 2019 в категории «Side-проект».
В рецензии на первый альбом Zero People «Ловец тишины» портал Звуки.ру писал: 

 Когда от известной группы вдруг неожиданно «откалывается» сайд-проект, то вариантов развития событий может быть не так уж и много. Или новая группа станет небольшой краткосрочной забавой, так сказать, «игрушкой на отдыхе», в перерыве между концертами и записями альбомов с основной командой. Или же, напротив, юный зверек окажется сильнее родителя и по законам эволюции сожрет предшественника и останется в одиночестве. В случае с Zero People, сайд-проектом вокалиста и клавишника Animal ДжаZ, законы эволюции могут быть нарушены: только что появившееся существо другого вида вполне может выжить одновременно с прародителем.
— Звуки.ру
В 2013 году о концерте Zero People в Москве: 

Глубоко личное, почти сокровенное, исповедь человека человеку — и есть суть и движущая сила творчества Zero people.— портал Musecube
В 2014 году второй альбом группы «Джедай» уже в первые сутки после выхода поднялся на вершину Интернет-чартов.
В альбоме «Прекрасная жизнь», увидевшем свет в 2016-м году, каждая песня — это рассказ о фотографии, за которым скрывается история из жизни лирического героя. Весь альбом был записан единым дублем. Всего музыканты сыграли трек-лист шесть раз подряд, а альбомом стал дубль номер пять.
Альбом «Красота», выпущенный в 2018 году, занял лидирующие строчки в российских чартах iTunes и Google Play, а песня «Стена» стала главным хитом группы и обрела народную любовь.
В марте 2018 года свой седьмой день рождения группа отметила необычным выступлением — в Москве на сцене музея-театра «Булгаковский дом» Zero People сыграли пластический спектакль-концерт «Рождение».
22 августа 2019 года концерт группы в Зелёном театре ВДНХ в Москве собрал более 3 тысяч человек.
Осенью 2019 года Zero People выступили в 20 городах России и Беларуси в рамках своего тура с названием «Чёртов тур».
В январе 2020 года в рамках тура «Zeroждество 2020» группа с аншлагами выступила в 21 городе России.
А в конце январе 2020 года песня Zero People «Стена» дебютировала в главном рок-чарте страны «Чартова дюжина», поднявшись в конце марта до 1-го места. «Стена» покинула «Чартову дюжину» только в конце мая, заняв в итоговом хит-параде за 2020 год 10-е место.
21 августа 2020 года Zero People выпустили свой пятый студийный альбом «Конец равновесия». В тот же день был презентован и клип на композицию «Беда» из этого альбома. Режиссером и автором сценария клипа стал Александр Красовицкий.
В 2021-2022 годах к своему 10-летию Zero People выпустили двойной альбом своих хитов в концертных аранжировках — «The Best: Очевидное» и «The Best: Невероятное».
В 2022 году группа Zero People была среди номинантов XV ежегодной национальной премии «Чартова Дюжина» в категории «Side-проект». 
15 августа 2022 года Zero People выпустили шестой альбом «Песни человека». Александр Красовицкий так сказал об этом альбоме:

Этот альбом рождался мучительно в последние 2 года, а записался с одного дубля в одном секретном месте под плеск воды, солёной настолько, что кеды после записи на ощупь превратились в камень. Ветер, периодически становившийся ураганным, задувал слова обратно в горло. Природа сопротивлялась этой записи, но человек на то и человек, чтобы преодолевать. Как сказал кто-то из великих, человек ценен не твёрдостью и несгибаемостью, а гибкостью. Не тем, что он неустрашим перед любыми трудностями, а тем, что он умеет вставать, даже разбившись, казалось бы, насмерть. Вот об этом наши «Песни человека».— Наше радио
Осенью 2023 года на стриминговых платформах состоялся релиз седьмого студийного альбома Zero People «Песни времени».

## Дискография

### Альбомы
- «Ловец тишины» (2011)
- «Джедай» (2014)
- «Прекрасная жизнь» (2016)
- «Красота» (2018)
- «Конец равновесия» (2020)
- «Песни человека» (2022)
- «Песни времени» (2023)

### Сборники
- «The Best: Очевидное» (2021)
- «The Best: Невероятное» (2022)

### Видеоклипы
- Бег — 2011 (Съёмка и монтаж: Кирилл Беляев)
- Дышать — 2011 (Съёмка и монтаж: Кирилл Беляев)
- Успеть сказать — 2012 (реж. Данила Багновский)
- Я прибит к тебе — 2015 (реж. Pushba)
- Счастье — 2015 (реж. Pushba)
- Не моя — 2015 (реж. Эльдар Асанов)
- Отпусти меня — 2016 (реж. Эльдар Асанов)
- Прекрасная жизнь — 2017 (реж. Женя Тирштайн)
- Стена — 2018 (реж. Женя Тирштайн)
- Тишина (feat Тося Чайкина) — 2019 (реж. Женя Тирштайн)
- Беда — 2020 (автор сценария и режиссёр — Александр Красовицкий, монтаж — Женя Тирштайн )
- Человек — 2022 (режиссёр и оператор — Алексей Корзов)

## Книги
- «Zero Book. Двое из Animal ДжаZ — от первых детских воспоминаний до создания Zero People» (2023) — Елена Михеева [15]